# Joe Broadfoot
Joseph James "Joe" Broadfoot (sinh ngày 4 tháng 3 năm 1940) là một cựu cầu thủ bóng đá người Anh. Trong sự nghiệp, ông có hơn 250 lần ra sân cho Millwall và hơn 100 lần cho Ipswich Town cho cả hai câu lạc bộ.
Ipswich trả £160.000 để có được Broadfoot vào tháng 10 năm 1963.